# Historisches Rathaus (Deidesheim)
Das historische Rathaus im rheinland-pfälzischen Deidesheim ist das wohl bekannteste öffentliche Gebäude und ein Wahrzeichen der Stadt. Es beherbergt die Räume des Stadtbürgermeisters, den historischen Ratssaal und das Museum für Weinkultur. Am Pfingstdienstag bildet es die Kulisse bei der historischen Geißbockversteigerung.
Das Rathaus ist in der Denkmalliste des Landes Rheinland-Pfalz als Einzeldenkmal geführt und die Denkmaltopographie Bundesrepublik Deutschland zählt es zu den bedeutendsten Gebäuden seiner Art in der Pfalz.

## Lage
Das historische Rathaus hat die Adresse Marktplatz 9. Es liegt im Zentrum der Stadt, am Marktplatz, und ist Teil des historischen Stadtkerns. Östlich am Gebäude führt die Deutsche Weinstraße vorbei. Nördlich davon steht die katholische Ulrichskirche. Dem Rathaus im Osten gegenüber, auf der anderen Seite der Weinstraße, befindet sich das Gasthaus zur Kanne; südöstlich das Gästehaus Ritter von Böhl und südlich, auf der gegenüberliegenden Seite der Heumarktstraße, das Gasthaus zum Schwanen.

## Geschichte
Bereits 1459 gab es einen Vorgängerbau, der sich wahrscheinlich an derselben Stelle wie das heutige Gebäude befand. Dieses geht auf einen Bau aus der Zeit um 1532 zurück, diese Jahreszahl findet man an der nördlichen Giebelfassade, ebenso wie das Wappen des Speyerer Bischofs Philipp von Flersheim. Der Unterbau des Rathauses war einst eine romanische Halle; hier wurde früher Markt veranstaltet und Gericht abgehalten. Sein heutiges Aussehen erhielt das Rathaus weitestgehend, nachdem es 1689 im Pfälzischen Erbfolgekrieg schwer beschädigt und danach wieder aufgebaut wurde. Das zweite Stockwerk und das Dach in seiner heutigen Gestalt wurde 1709 auf den bisherigen Bau aufgesetzt; auch der nördliche Anbau wurde erst nach 1694, nach den Zerstörungen im Pfälzischen Erbfolgekrieg errichtet. Die Doppelfreitreppe mit seinem baldachinartigen Überbau wurde 1724 unter der Leitung des zugezogenen Tirolers Jörg Inglikofer angebaut. Aus dem Jahr 1821 stammt das Stadtwappen an der Freitreppe. Die Einrichtung des Ratssaals im modernen Renaissancestil wurde 1912 fertiggestellt, und seit 1986 ist das Museum für Weinkultur hier beheimatet.

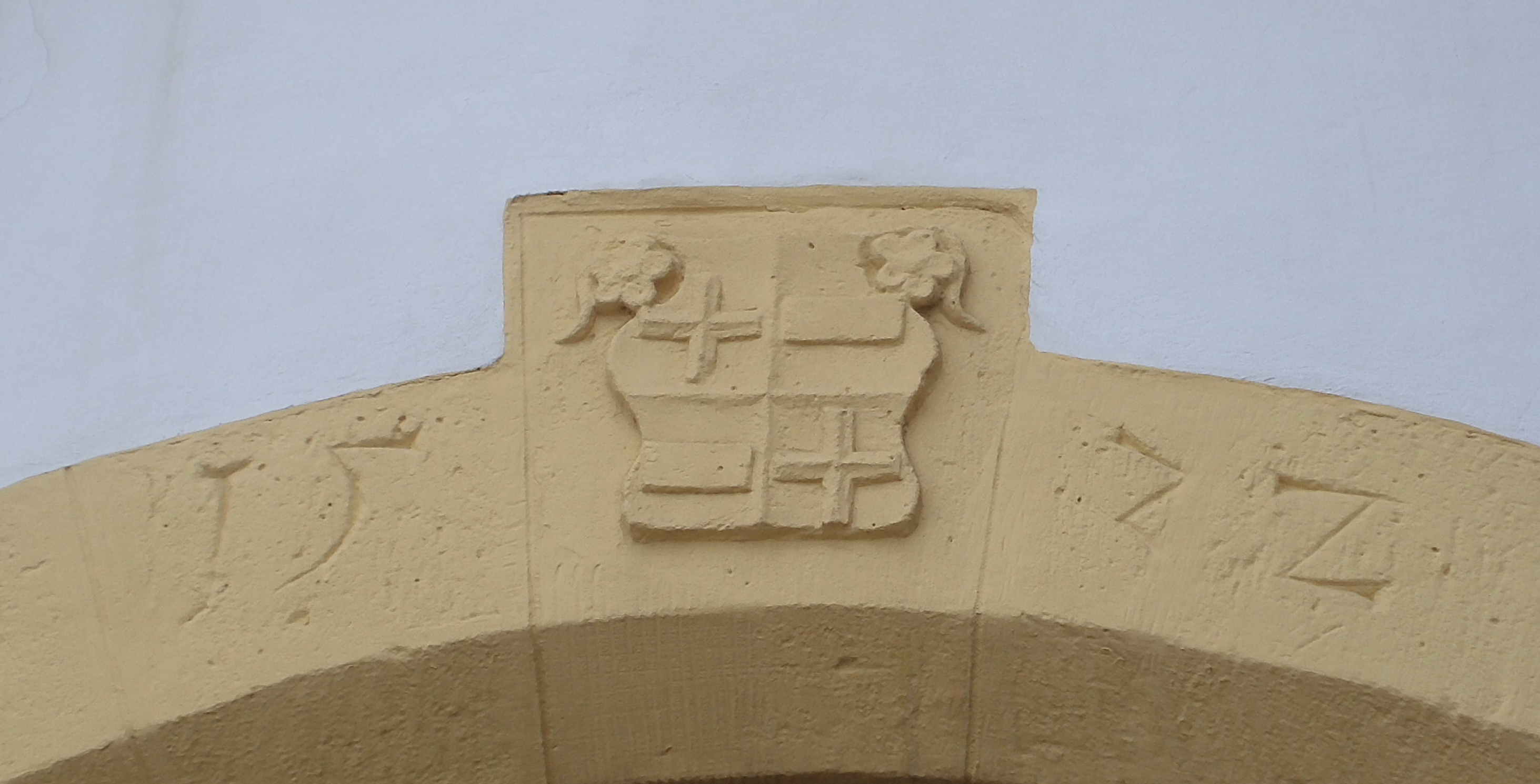
Jahreszahl und Wappen am Bogenscheitel der nördlichen Giebelfassade
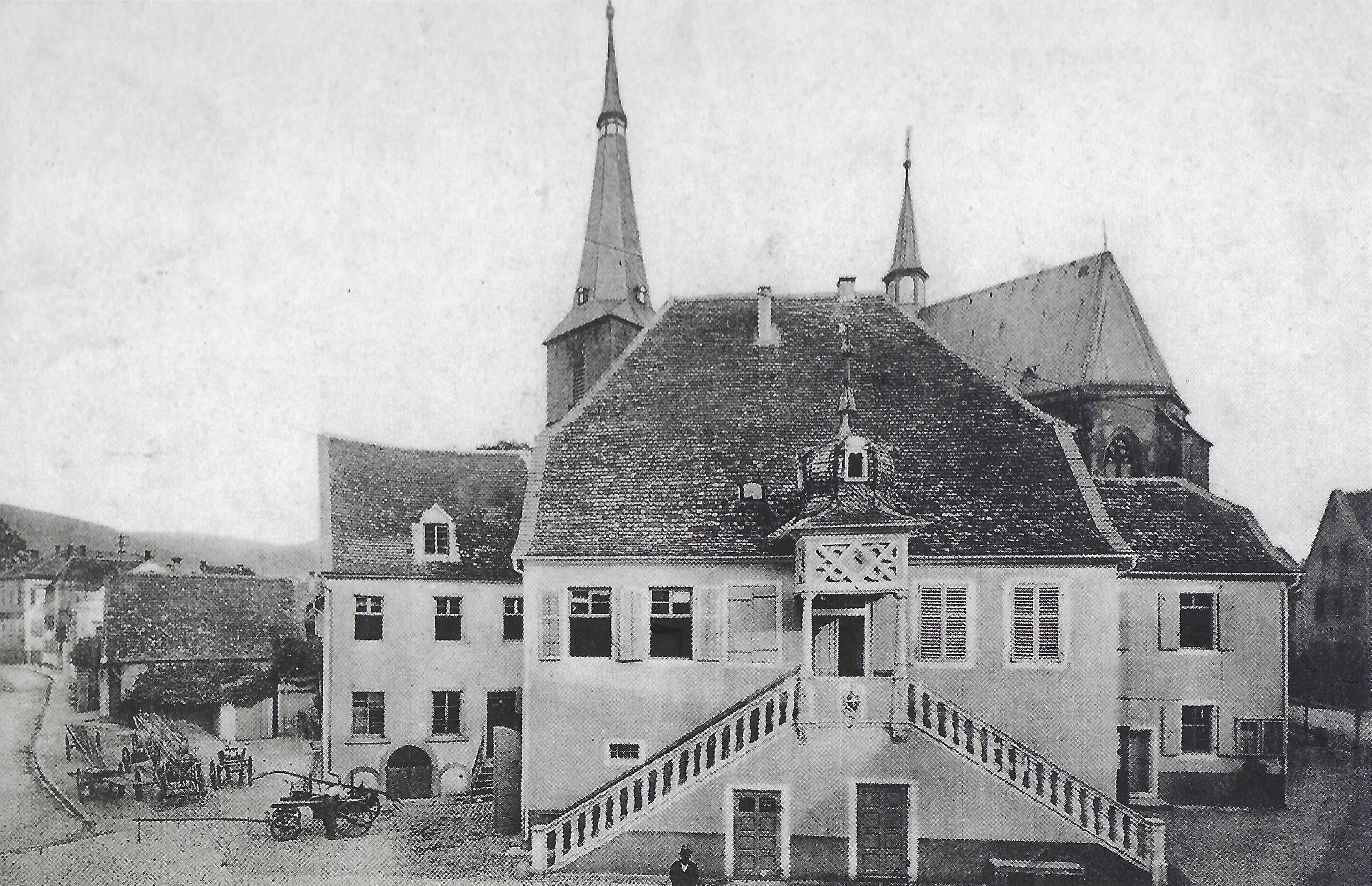
In der Halle im Erdgeschoss standen einst Feuerspritzen zur Brandbekämpfung bereit (um 1905)
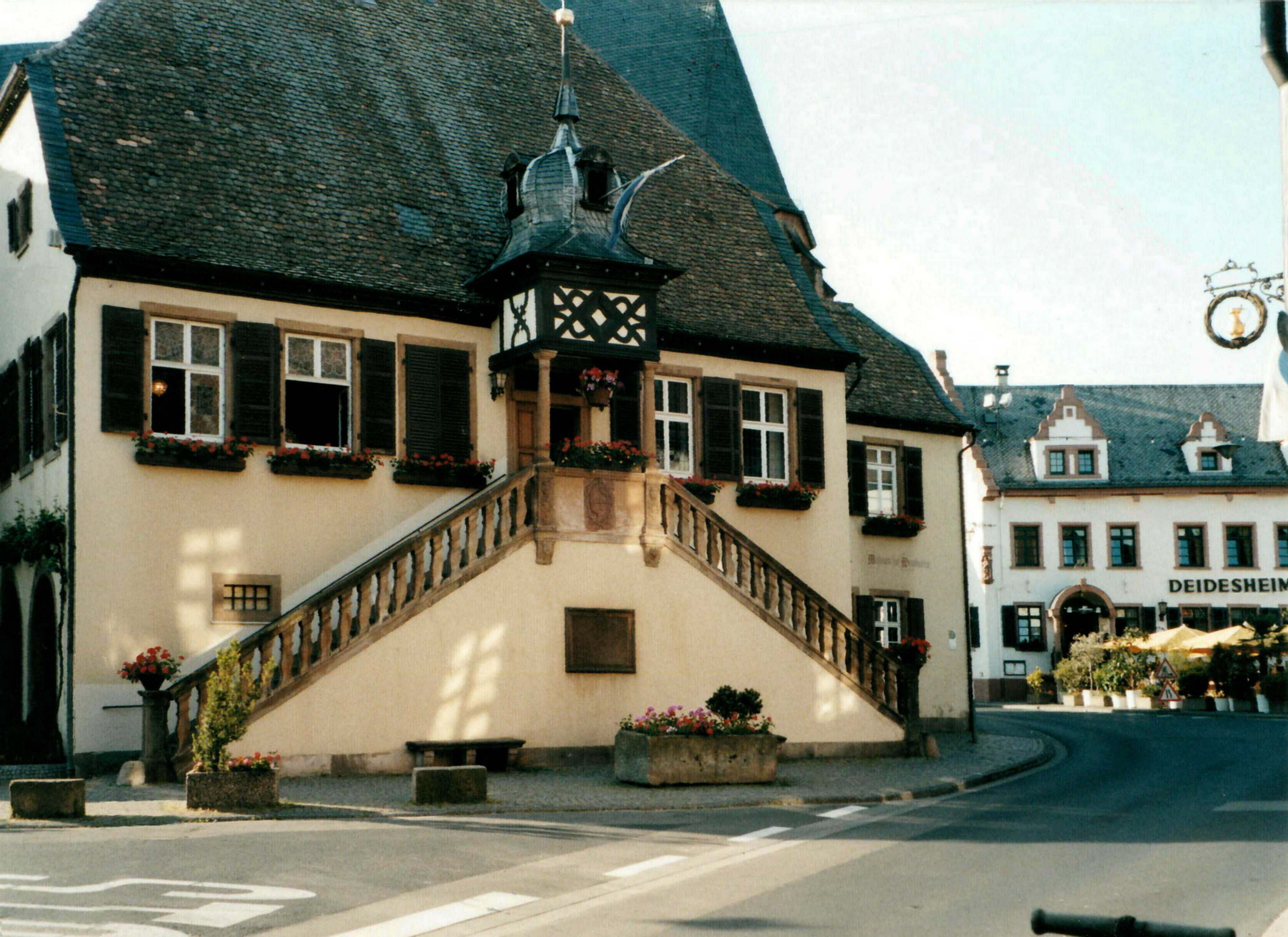
Das Fassade war früher mit gelber Farbe bestrichen (2001)
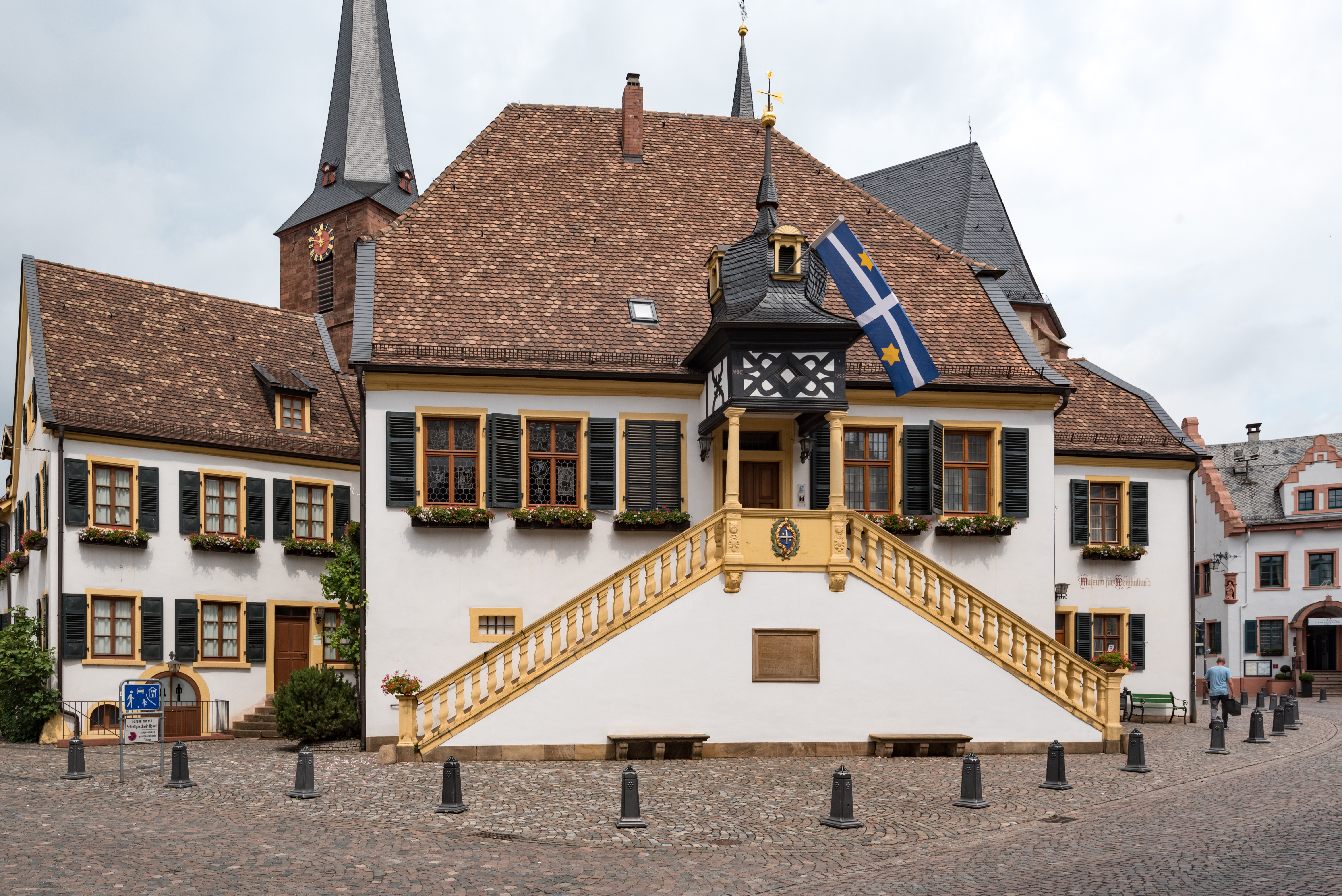
Außenansicht (2019)

## Gebäudebeschreibung
Zum Rathaus gehören der Hauptbau, ein zweigeschossiger Anbau im Norden, sowie ein früher eigenständiger, ebenfalls zweigeschossiger Bau im Süden. Der Hauptbau mit seinem fast quadratischen Grundriss ist mit einem mächtigen Krüppelwalmdach versehen. An seiner Schauseite im Osten führt eine zweiarmige Freitreppe mit Balustrade zum Haupteingang. Über dem Eingangsbereich ist ein von zwei toskanischen Säulen getragener, mit Zierfachwerk versehener Überbau mit welscher Haube, die zu besonderen Anlässen mit Fahnen geschmückt wird. Das historische Rathaus weist mit seiner Freitreppe und dem Überbau Charakteristika auf, die in Südwestdeutschland und im Elsass öfter anzutreffen sind; in dieser Hinsicht vergleichbare Bauten sind das Alte Rathaus in Schifferstadt, das Alte Rathaus in Haßloch, sowie das Alte Rathaus in Mülhausen. Wie die Fenster Richtung Marktplatz des Anbaus im Norden, die unregelmäßig gesetzt wurden, weist auch die Trauffassade eine Asymmetrie auf; rechts des Haupteingangs sind zwei, links davon drei Fenster, von denen dasjenige neben dem Portal allerdings schon seit langer Zeit zugemauert ist.
Im Erdgeschoss des Hauptbaus kann man noch das Aussehen der Markthalle erahnen, die hier einst war; sie war nach drei Seiten offen, ihre rundbogigen Zugänge an der Ostseite sind heute vermauert, im Norden und Süden verglast. Von der Halle im Erdgeschoss hat man Zugang zu zwei kleinen tonnengewölbten Kellern, die sich Richtung Westen erstrecken. Im ersten Obergeschoss ist linker Hand des Haupteingangs der historische Ratssaal und rechts davon sind die Räume des Stadtbürgermeisters. Die übrigen Räume des Hauptbaus, sowie diejenigen der Nebenbauten, werden vorwiegend vom Museum für Weinkultur genutzt und können während der Öffnungszeiten betreten werden.

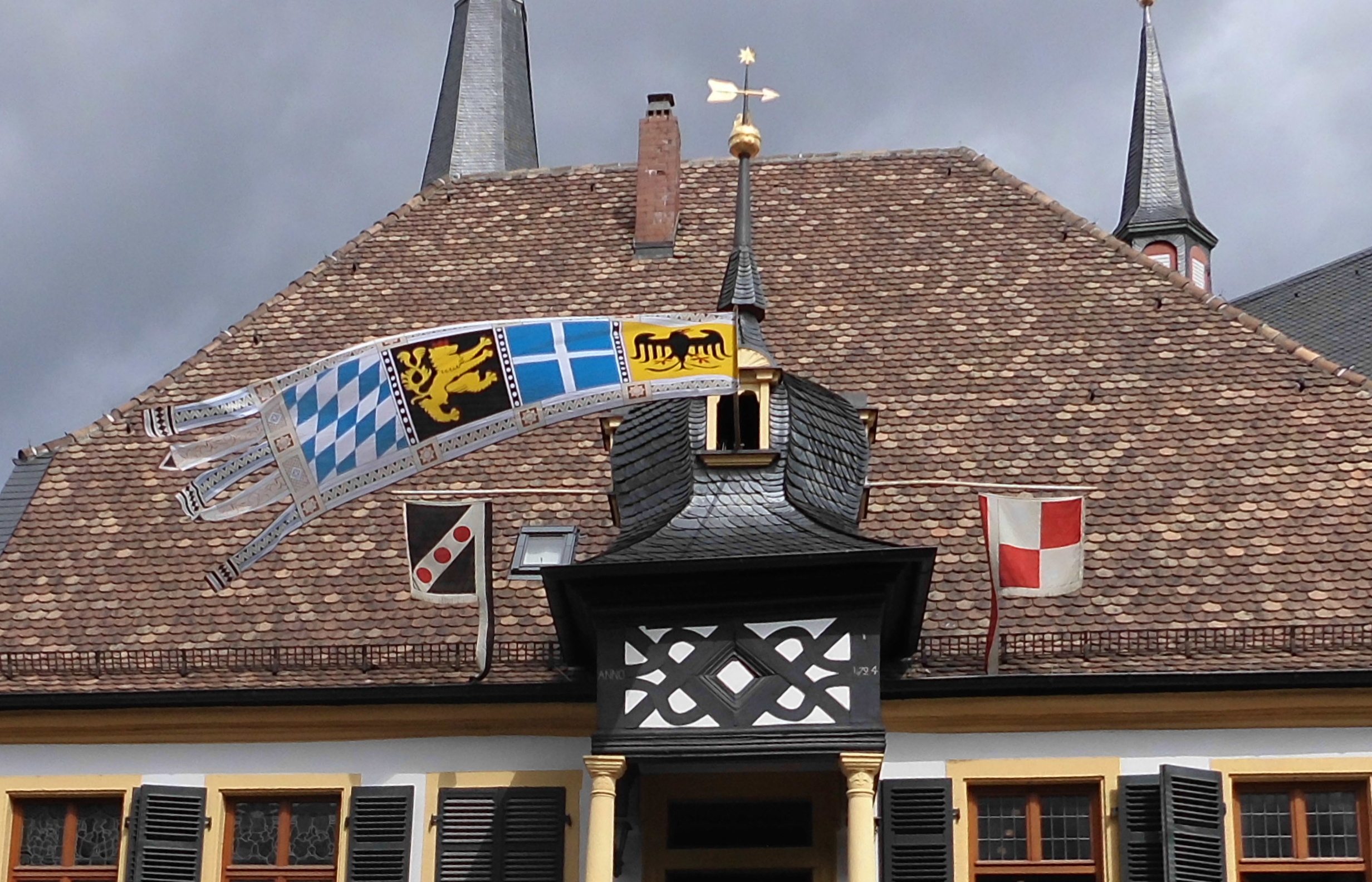
Die Haube wird zu besonderen Anlässen mit Fahnen geschmückt.
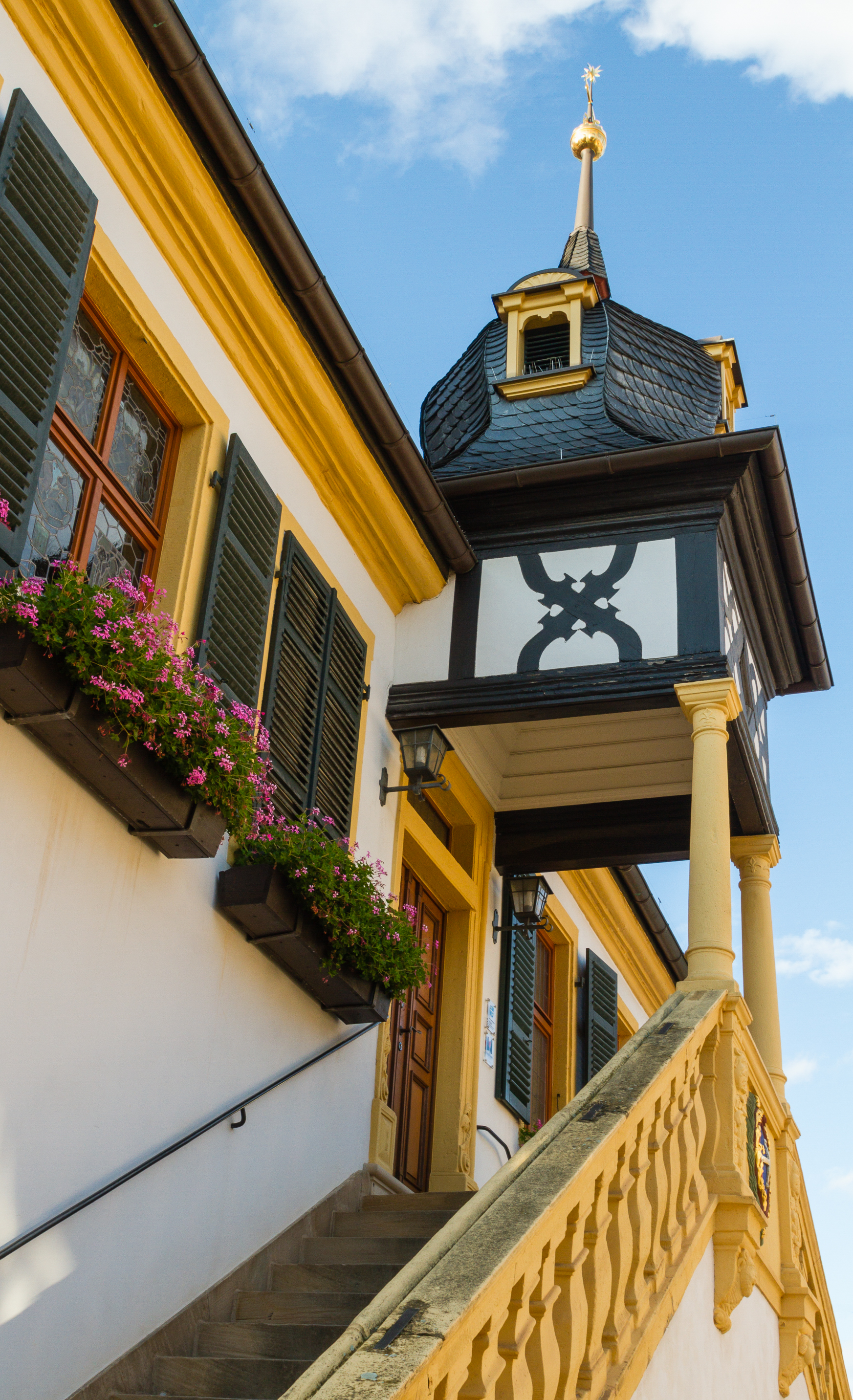
Freitreppe mit Überbau
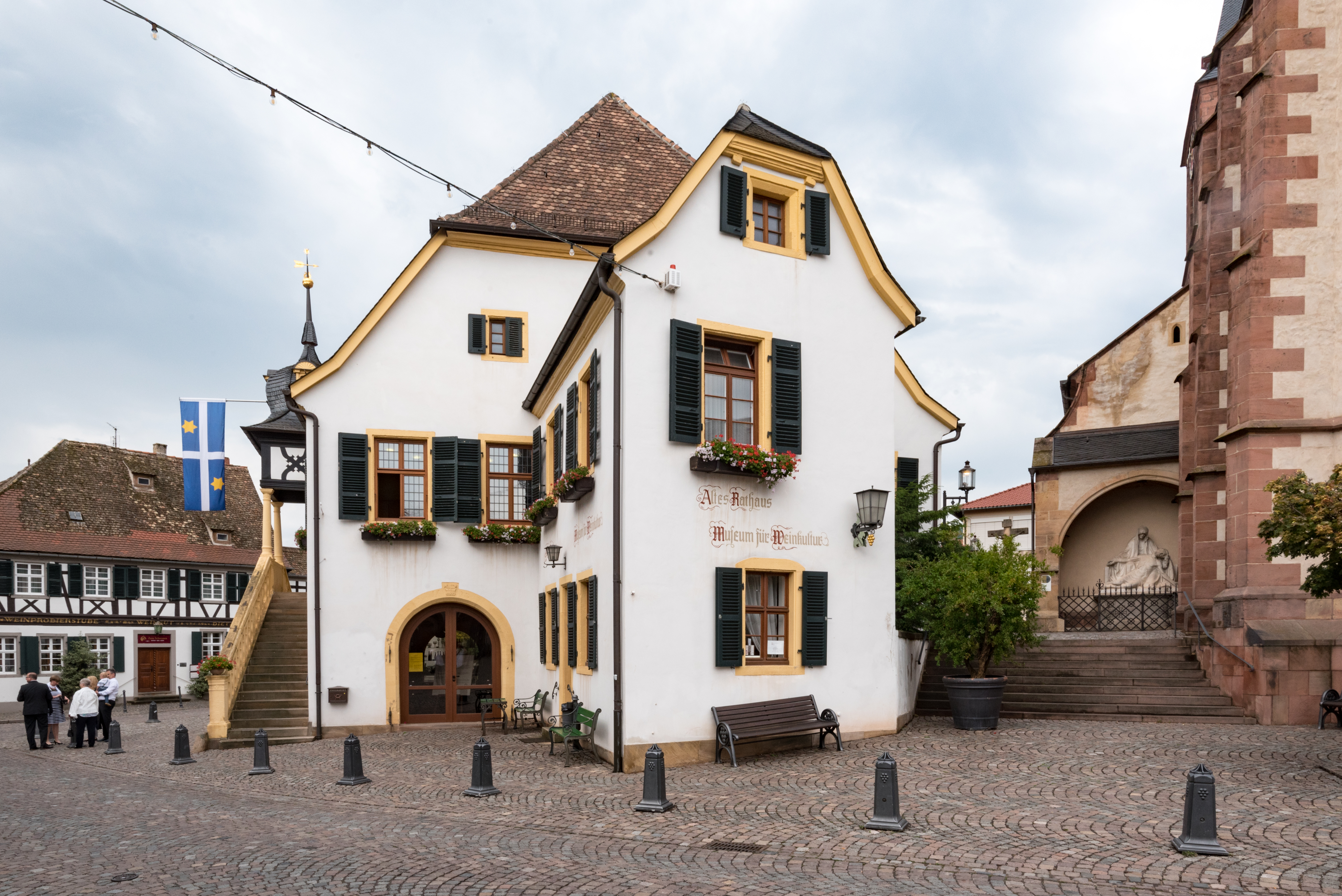
Die Fenster des nördlichen Anbaus sind unregelmäßig gesetzt

## Ratssaal
Bis 1911 war der Ratssaal in Deidesheim recht dürftig ausgestattet. Dass der Saal dann in einem modernen Renaissancestil neu eingerichtet wurde, entsprang einem Zufall: Der Deidesheimer Gutsbesitzer Franz Eberhard Buhl stiftete aus dem Nachlass seines 1910 gestorbenen Onkels Eugen Buhl zwölf hochlehnige Ratsstühle im Stile der Renaissance mit dem Wappen Österreich-Kastilien-Burgund, drei plastisch geschnitzte Tische, ebenfalls im Stile der Renaissance, die später durch Zuschnitte zu einer Halbkreisform vereinigt wurden, sowie zwölf kleinere Stühle. Bürgermeister Ludwig Bassermann-Jordan beauftragte daraufhin den Münchener Architekten Hugo M. Roeckl, einen Schüler und Neffen des Architekten Gabriel von Seidl, mit der Neugestaltung des Ratssaals. Alle Arbeiten wurden von Münchener Firmen verrichtet, die ihre Mitarbeiter nach Deidesheim schickten.
Passend zum Mobiliar, im Renaissancestil, stifteten Franz Eberhard Buhl zwei, Ludwig Bassermann-Jordan, sowie seine Brüder Friedrich und Ernst zusammen sechs Wappenglasfenster. Sie wurden von der Bayerischen Hofglasmalerei van Treeck angefertigt und zeigen unter anderem die Wappen der hier einst ansässigen Adelsfamilien Schliederer von Lachen, Sturmfeder von Oppenweiler, von Ketschau und von Lehrbach. Außerdem wurden einige Wohltäter Deidesheims verewigt: Andreas Jordan und Ludwig Andreas Jordan, Franz Eberhard und Eugen Buhl, sowie Seraphine von Stichaner, geb. Jordan, die Ehefrau von Joseph Philipp von Stichaner. Kleinere Glasmalereien erinnern ferner an Anna von Szent-Ivanyi und Clothilde Scipio, geb. Jordan, die Ehefrau von Ferdinand Scipio. Später wurde noch ein Fenster zum Gedenken an Ludwig Bassermann-Jordan ergänzt, nachdem dieser in den ersten Tagen des Ersten Weltkriegs gefallen war. Außerdem sind in den Fenstern kleinere Glasmalereien aus dem 15. und 16. Jahrhundert eingearbeitet, ein Kruzifix etwa und ein Jüngstes Gericht.
Die nordwestliche Wand des Ratssaals ist mit einer Holztäfelung verkleidet, über deren Gesims ein Bild des deutschen Königs Wenzel hängt, der Deidesheim am Valentinstag 1395 die Stadtrechte verlieh. Sein Bild ist eingerahmt von Bildern der Speyerer Fürstbischöfe und Landesherrn Deidesheims, Damian Hugo Philipp von Schönborn-Buchheim und Franz Christoph von Hutten zum Stolzenberg. An der Nordostwand steht ein gelber Kachelofen, der das Stadtwappen trägt. Er war ein Geschenk des Stadtrats und Fabrikbesitzers Joseph Biffar; auf seine Farbe wurde diejenige der Vorhänge und die der Fensternischenbemalung abgestimmt. Die fünf Kristallbeleuchtungskörper an der weißen Stuckdecke wurden ebenfalls von Joseph Biffar gestiftet. An die lange in Deidesheim ansässige Adelsfamilie Leyser von Lambsheim erinnert eine Totenscheibe an der südwestlichen Wand.
Der Türrahmen des Ratssaals ist mit einer Kartusche versehen, welche die Aufschrift A MCMXII D (Anno Domini 1912) trägt.

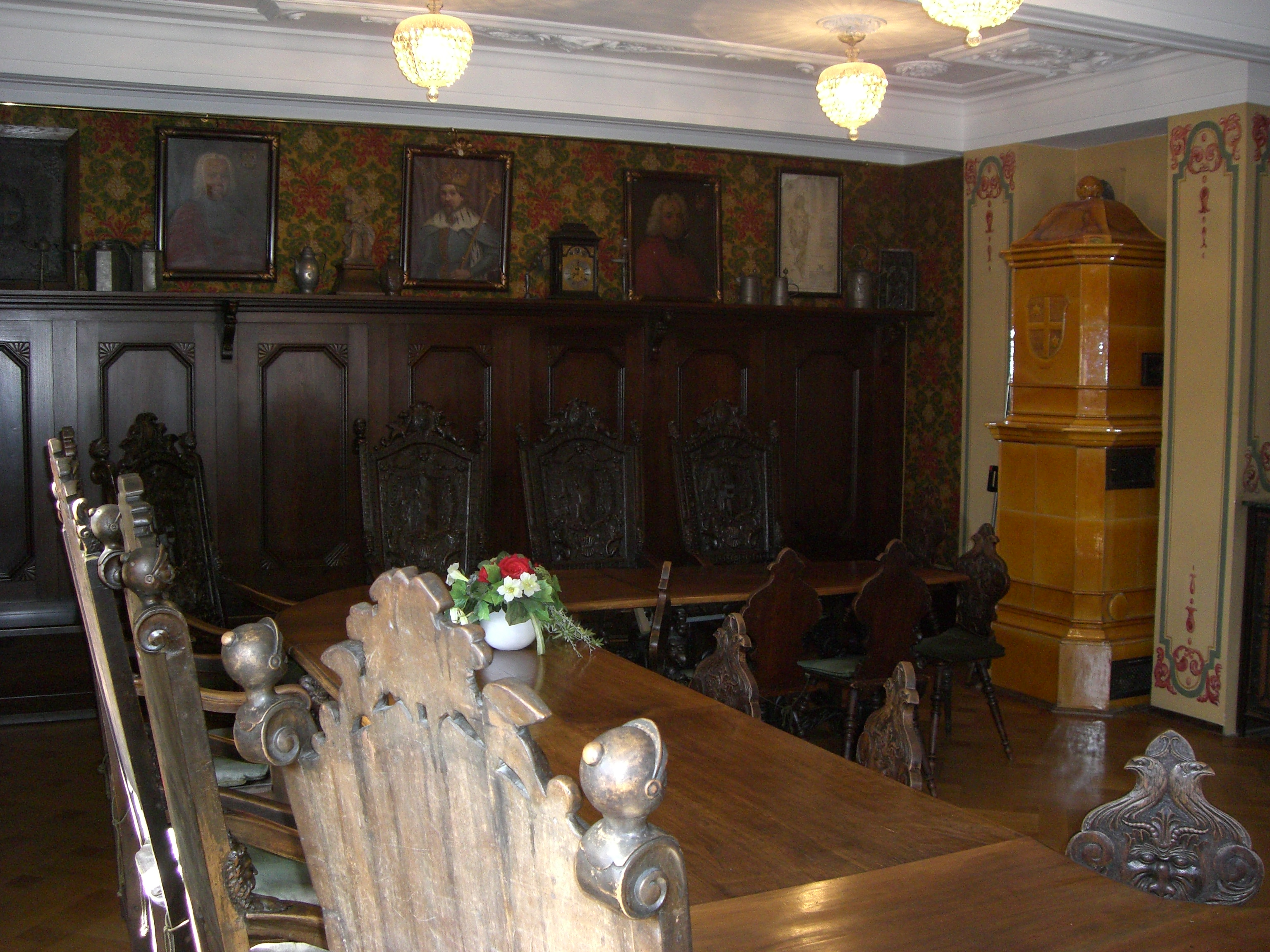
Ratssaal
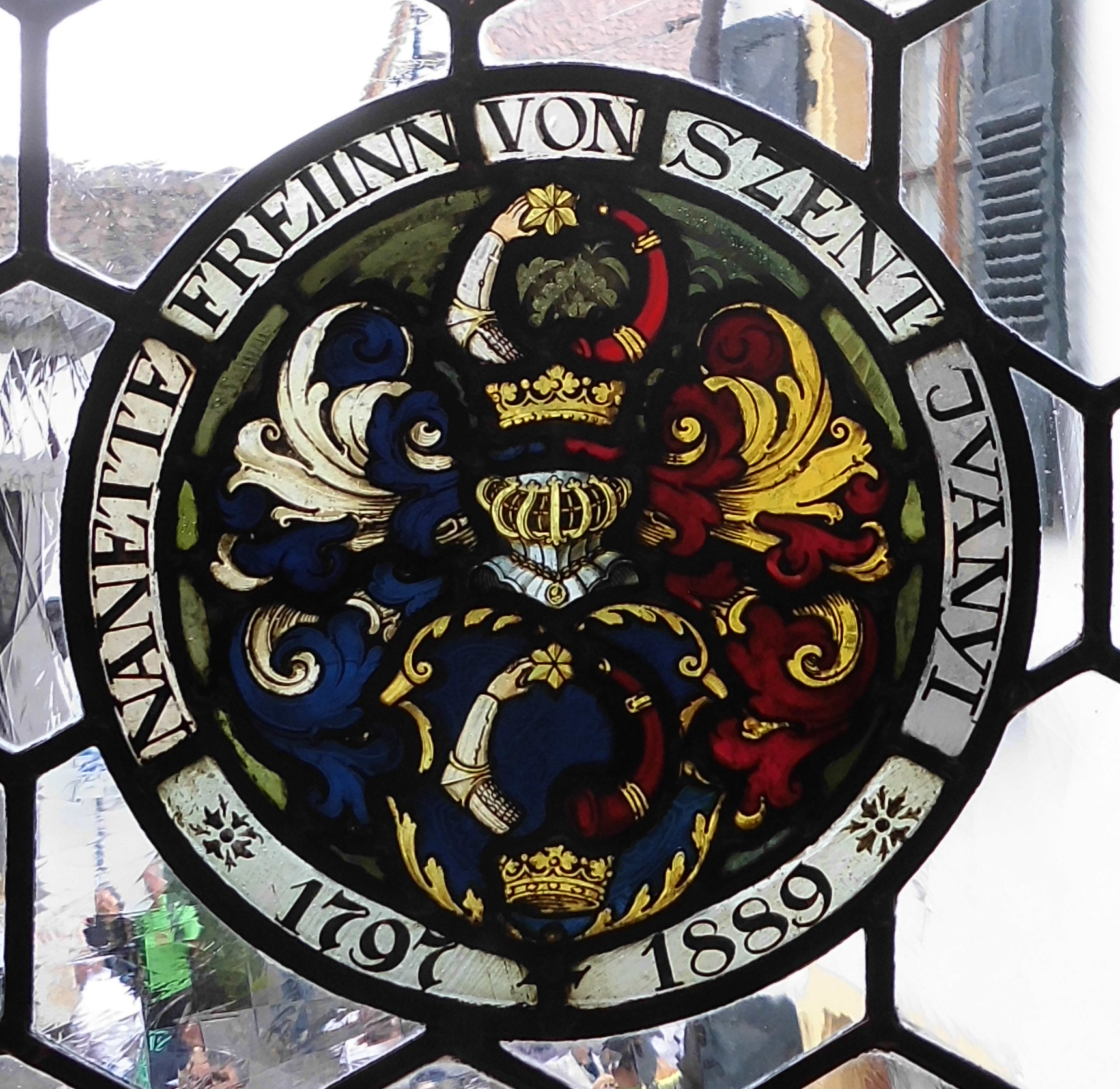
Das Glasgemälde erinnert an die Freiin Anna von Szent-Ivanyi, …
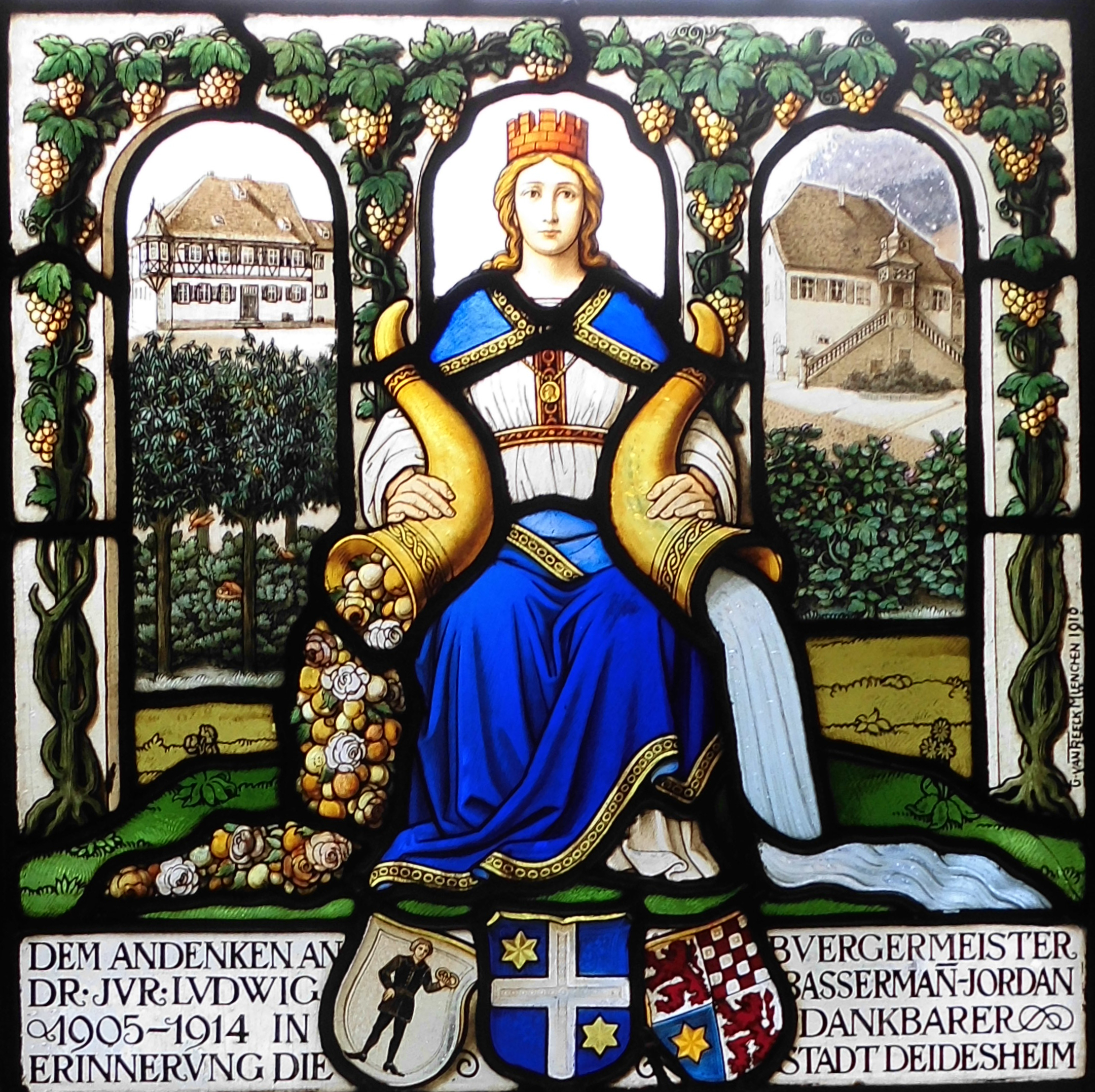
… dieses an Bürgermeister Ludwig Bassermann-Jordan
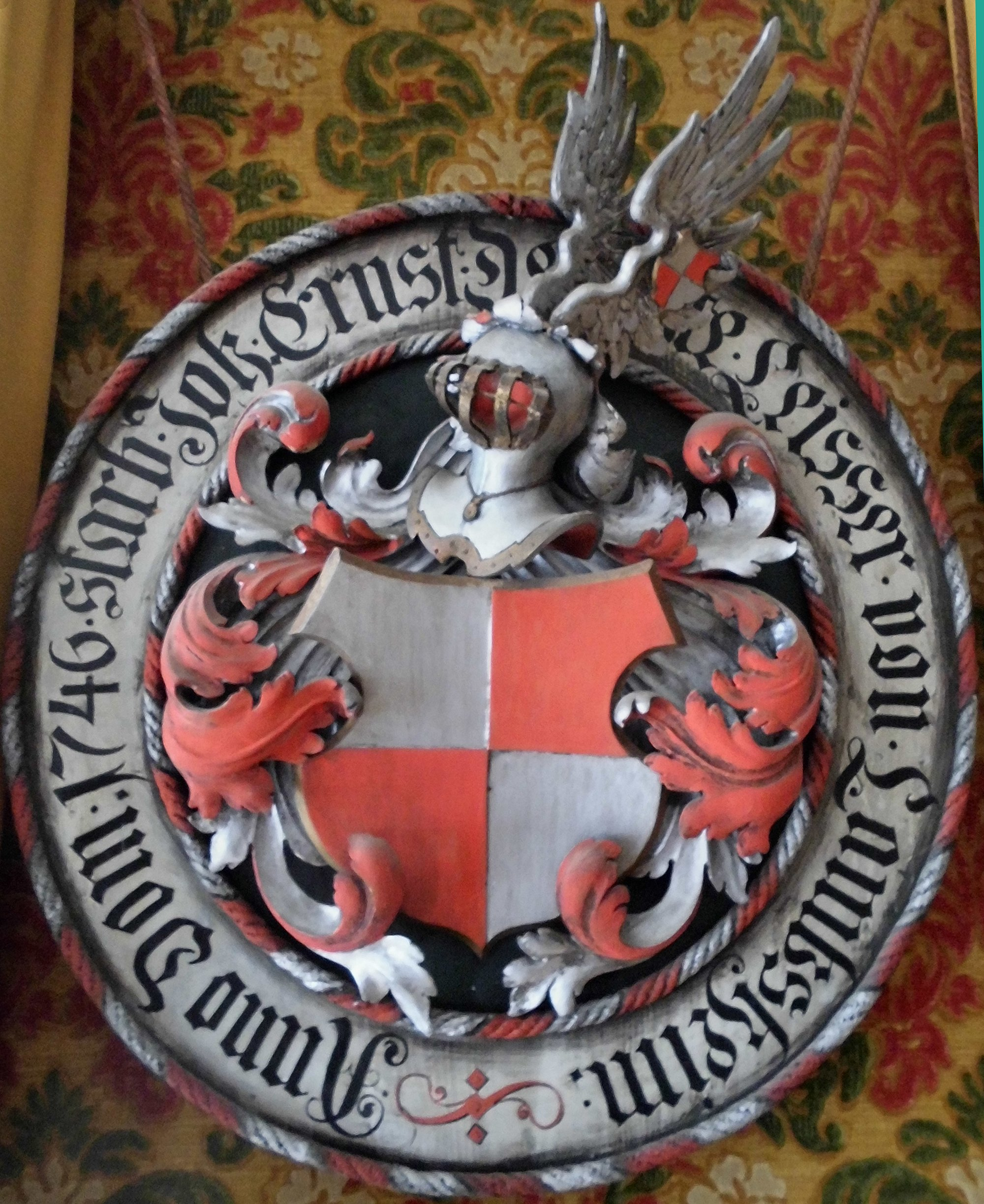
Die Totenscheibe erinnert an die Leyser von Lambsheim

## Museum für Weinkultur
Seit 1986 beherbergt das Gebäude das Museum für Weinkultur. Dessen Intention ist es, die vielfältigen Einflüsse des Weines und Weinbaus in viele gesellschaftliche Bereiche, sowohl in der Vergangenheit als auch in der Gegenwart, zu dokumentieren. Das Museum wird neben Spenden auch durch die Beiträge der Rebstockpächter im „Promi-Weinberg“ des Paradiesgartens finanziert.